# Geysir

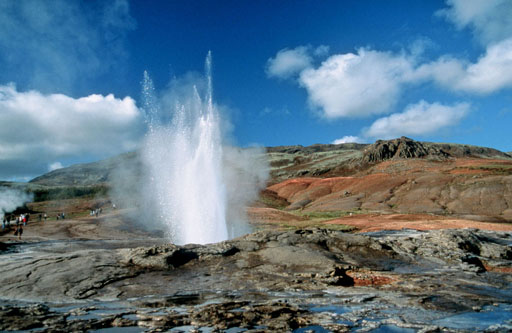
El Gran Geysir en erupció

Geysir (també conegut com a El Gran Geysir), situat a la vall Haukadalur (Islàndia), és el guèiser més antic conegut i un dels exemples més impressionants d'aquest fenomen en el món. El mot català guèiser per a descriure un sortidor d'aigües termals deriva de Geysir (que, al seu torn, deriva del verb islandès gjósa, que significa 'entrar en erupció'. El Geysir es troba al turó Laugarfjall, a 64° 19′ 0.05″ N, 20° 17′ 59.64″ O / 64.3166806°N,20.2999000°O, on també es troba, a 400 metres més al sud, el guèiser Strokkur.
Durant les erupcions, el Geysir pot llançar aigua bullent fins a més de 60 metres d'altitud. Tanmateix, les erupcions no en solen ser freqüents, i s'han arribat a parar en el passat durant anys.